# Економічний район
Економі́чний райо́н — територіально цілісна частина народного господарства певної країни.

## Основні параметри
- спеціалізація як основна народногосподарська функція (спеціалізація району на певних виробництвах і послугах відповідає його географічному розташуванню, природним, економічним і соціальним умовам та спирається на раціональний поділ праці з іншими районами)

- комплексність — у широкому розумінні — як взаємопов'язаність найважливіших складників економічної й територіальної структур району

- керованість, себто наявність певних галузевих і територіальних структур, які є матеріальною основою взаємопов'язаності складових частин, що дозволяє трактувати район як цілісну систему та організаційний осередок територіального управління народним господарством.